# Cordelia the Magnificent
Cordelia the Magnificent er en amerikansk stumfilm fra 1923 af George Archainbaud.

## Medvirkende
- Clara Kimball Young
- Huntley Gordon
- Carol Halloway
- Lloyd Whitlock
- Jacqueline Gadsden
- Lewis Dayton
- Mary Jane Irving